# How Fake Is Your Love?
How Fake Is Your Love? war eine deutsche Reality-Show, die 2021 auf dem Sender ProSieben ausgestrahlt wurde.

## Sendung
Die von ProSieben ausgestrahlte Sendung fand in einer Villa auf Mallorca statt. In diese Villa zogen mehrerer Paare ein um den anderen Kandidaten zu beweisen, dass ihre Liebe echt ist. Denn unter den anderen Kandidatenpaaren befanden sich sogenannte Fake Paare, die versuchten den anderen Kandidaten eine glückliche Beziehung vor zu gaukeln. In verschiedenen Spielen mussten die Couples versuchen so miteinander zu agieren, dass die anderen Paare nicht an ihrer Liebe zweifeln konnten.
In der Liebeszeremonie nominierte jedes einzelne Paar das Couple, von dem sie glaubten, dass es nicht echt ist. Das Paar mit den meisten Stimmen schied somit aus dem Spiel aus. Bevor das Paar die Villa verließ, wurde enthüllt, ob es sich bei dem Couple um ein echtes oder ein Fake-Paar handelte. Eliminierte die Gruppe ein Fake Couple, wanderten 10.000 Euro in den Jackpot. Dieser wurde in der finalen Runde von dem Paar gewonnen, das Runde für Runde überzeugen konnte.

### Moderation
Die Moderatorin der Sendung war Annemarie Carpendale. Sprecher aus dem Off war Wayne Carpendale.

## Kandidaten

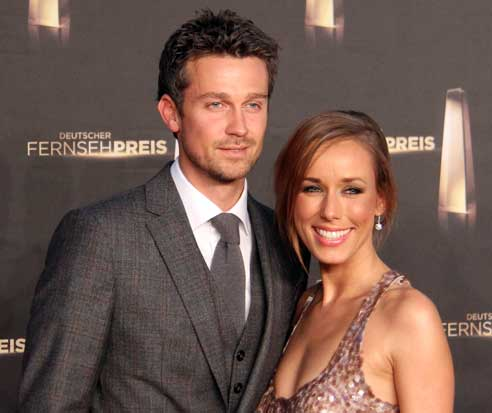
Off-Sprecher Wayne & Moderatorin Annemarie Carpendale

| Platz | Kandidatenpaare  | Alter   | Wohnort             | Einzug in Folge | Auszug in Folge | Real oder Fake |
| ----- | ---------------- | ------- | ------------------- | --------------- | --------------- | -------------- |
| 1     | Robin & Waldemar | 28 & 26 | Düsseldorf          | 1               | 6               | Real           |
| 2     | Mariola & Lukas  | 23 & 23 | Köln                | 3               | 6               | Fake           |
| 3     | Deniz & Florian  | 32 & 36 | Köln                | 4               | 6               | Real           |
| 4     | Leroy & Shawn    | 31 & 25 | Berlin              | 1               | 6               | Fake           |
| 4     | Jessica & Tobi   | 21 & 25 | Leipzig             | 3               | 6               | Real           |
| 5     | Mina & Fernando  | 31 & 33 | Dortmund            | 1               | 5               | Fake           |
| 6     | Fiona & Maria    | 23 & 30 | Berlin              | 1               | 4               | Fake           |
| 7     | Lisa & Daniel    | 58 & 38 | Sylt                | 1               | 3               | Real           |
| 7     | Leya & Tobi      | 30 & 37 | Nordheim & Gabsheim | 2               | 3               | Fake           |
| 8     | Fedora & Radwan  | 29 & 29 | Berlin              | 1               | 2               | Fake           |
| 8     | Caroline & Kim   | 28 & 25 | Leipzig             | 1               | 2               | Real           |
| 9     | Denise & André   | 28 & 32 | Wildeshausen        | 1               | 1               | Real           |

## Einschaltquoten
Die Auftaktfolge von How Fake Is Your Love? brachte für ProSieben nicht den gewünschten Erfolg. 470.000 Zuschauer sahen sich die Premiere des neuen Reality Formates an. Nach der ersten Folge entschied sich der Sender, den Sendeplatz von der Primetime zu nehmen. Ab der zweiten Folge sendete ProSieben die Sendung in der Nacht von Dienstag auf Mittwoch.